# Конвертована валюта

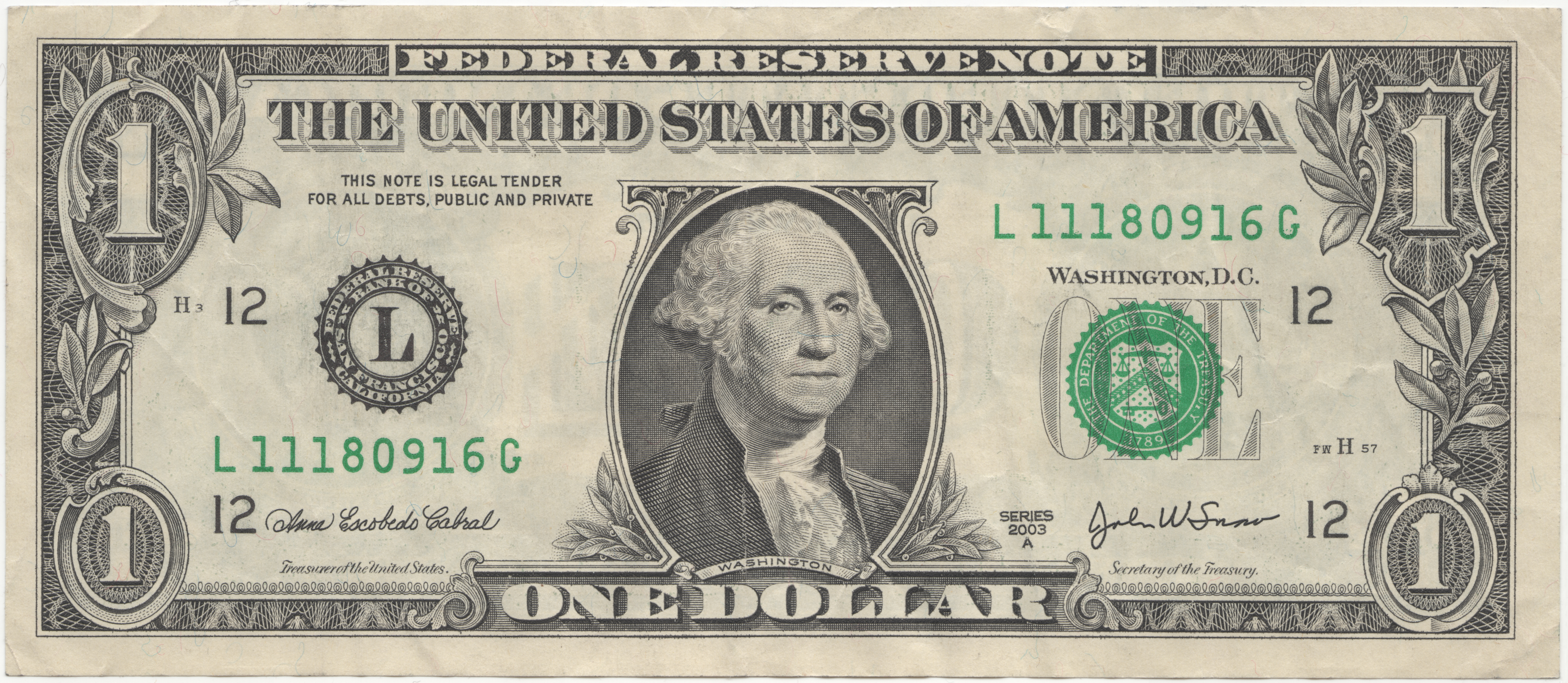
Долар США

Конвертована валюта — законодавчо закріплена оборотність національної грошової одиниці, можливість її обмінювати на іноземні валюти для всіх охочих. Ступінь конвертованості обернено пропорційний обсягу і жорсткості введених державними органами валютних обмежень. Оборотність грошової одиниці — важливий чинник ефективної участі країни в міжнародному розподілі праці, світовій торгівлі та розрахунках.
Конвертованість валют —  здатність валют виконувати функції платежу в будь-якій країні. У 1968 Міжнародний валютний фонд в розряд таких валют відніс долар США. У наш час[коли?] з понад 150 країн членів МВФ повністю конвертовані валюти мають 10 найрозвиненіших країн світу. Приблизно 50 мають валют з обмеженою конвертованістю. З 1976 МВФ ввів поняття «Вільно використовувана валюта», суттю якого є повна конвертованість валют. Така валюта використовується в міжнародних розрахунках, операціях міжнародних валютних ринків і накопичується у валютних резевах країн світу.
На практиці валютних режимів домінуючим в оцінці конвертованих валют залишається принцип відсутності валютних обмежень, у зв'язку з чим фактична конвертована розповсюджується на ряд інших валют, переважно розвинутих країн. Українська гривня поки залишається частково конвертованою валютою.

## Види конвертованості
У світовій практиці розрізняють повну й часткову, зовнішню і внутрішню конвертованість валют.
Повна конвертованість валюти — означає вільний обмін національної на іноземну валюту для всіх категорій власників і при всіх операціях без жодних обмежень; за режиму повної конвертованості всі резиденти і нерезиденти, що володіють певною сумою грошей даної країни, мають можливість без перешкод здійснювати валютні операції за всіма статтями платіжного балансу.
Часткова (поточна) конвертованість — означає, що на деякі валютні операції окремі категорії власників режим конвертованості не поширюється, тобто вводяться певні обмеження; за поточної конвертованості обмін національної валюти на іноземну дозволяється (на вимогу МВФ) лише для поточних міжнародних операцій; до таких операцій належать платежі за результатами зовнішньої торгівлі, платежі з погашення позик і процентів, виплата прибутків та дивідендів з інвестицій, грошові перекази некомерційного характеру тощо; поточна конвертованість передбачає лібералізацію зовнішньої торгівлі.
Внутрішня (резидентська) конвертованість валюти – часткова конвертованість валюти, при якій правом обміну національної валюти на іноземну користуються лише резиденти даної країни, а для нерезидентів зберігається режим неконвертованості; запровадження внутрішньої конвертованості вимагає від країни більших зусиль, зокрема нагромадження валютних резервів, зближення структури цін на внутрішньому і світовому ринку, реального курсу валюти та інших компонентів валютного ринку, тому після її запровадження створюються необхідні передумови для переходу до повної конвертованості.
Зовнішня конвертованість валюти — часткова конвертованість валюти, при якій повна свобода обміну зароблених у країні грошей належить лише іноземним особам (нерезидентам); їм надається можливість нагромадження на рахунках національної валюти, переказ її за кордон чи конверсії в іншу валюту; зовнішня конвертованість є доступнішою, оскільки вона зумовлює приплив у країну іноземної валюти.

## Ситуація в Україні

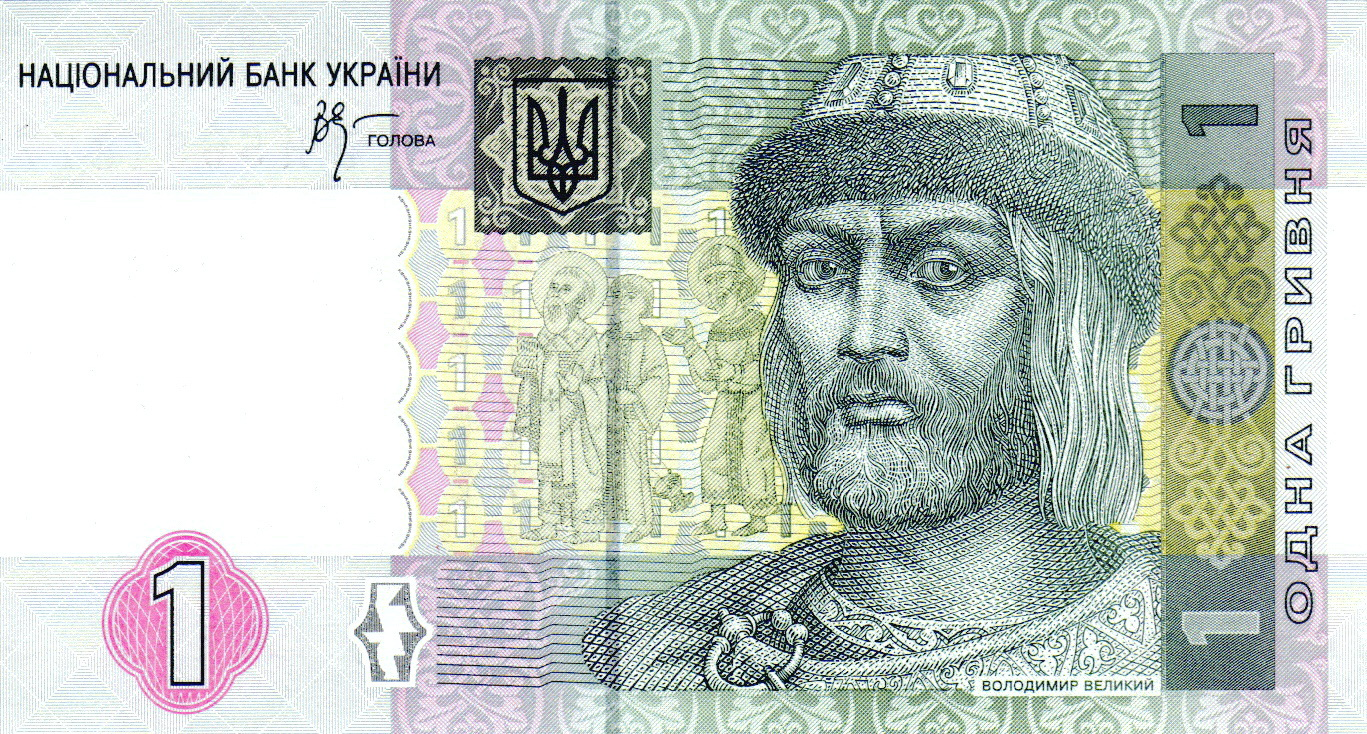
Українська гривня

Конвертованість валюти — результат необхідних для цього умов. В Україні вони поки відсутні — технічна оснащеність, якість і ефективність виробництва відстають від світового рівня, багато видів продукції неконкурентноспроможні, слабка експортна база; структура внутрішніх цін неспівставна зі світовою; високий дефіцит платіжного балансу, зовнішня заборгованість; слабо розвинені ринкові відносини у внутрішньогосподарчих зв'язках. Умовою переходу України до ринкових відносин є конвертованість її національної валюти.